# 波斯特明斯特
波斯特明斯特是德国巴伐利亚州的一个市镇。总面积43.51平方公里，总人口2272人，其中男性1098人，女性1174人（2011年12月31日），人口密度52人/平方公里。